# Ventenac-Cabardès
Ventenac-Cabardès ist eine südfranzösische Gemeinde mit 959 Einwohnern (Stand 1. Januar 2022) im Département Aude in der Region Okzitanien.

## Lage
Ventenac-Cabardès liegt am Fluss Fresquel in der alten Kulturlandschaft des Cabardès in den südlichen Ausläufern der Montagne Noire in einer Höhe von etwa 120 Metern ü. d. M. und etwa zehn Kilometer (Fahrtstrecke) nordwestlich von Carcassonne. Die Entfernung zum westlich gelegenen Kantonshauptort Alzonne beträgt ebenfalls etwa zehn Kilometer. Der sehenswerte Katharerort Lastours liegt ca. 18 Kilometer nordöstlich.

## Bevölkerungsentwicklung
| Jahr      | 1962 | 1968 | 1975 | 1982 | 1990 | 1999 | 2006 | 2016 |
| Einwohner | 406  | 421  | 392  | 562  | 652  | 759  | 852  | 963  |

Im 19. Jahrhundert hatte der Ort stets zwischen 350 und 450 Einwohner. Trotz der Reblauskrise sowie der Mechanisierung der Landwirtschaft und dem damit verbundenen Verlust von Arbeitsplätzen ist die Einwohnerzahl im 20. Jahrhundert kaum zurückgegangen. In den letzten Jahrzehnten ist sie sogar stark angestiegen, was in erster Linie auf die im Vergleich zur nahegelegenen Stadt Carcassonne deutlich niedrigeren Grundstückspreise und Mieten zurückzuführen ist.

## Wirtschaft
Trotz der Nähe zu Carcassonne ist die Umgebung des Ortes immer noch geprägt von der Landwirtschaft – vor allem vom Weinbau. Ventenac darf heute seine Weine unter der Qualitätsbezeichnung Cabardès (AOC) vermarkten.

## Geschichte
Zur Geschichte des Ortes sind keine Informationen verfügbar. Die Existenz einer frühmittelalterlichen Kirche und einer mittelalterlichen Burg lässt jedoch auf eine weit zurückreichende Besiedlung schließen.

## Sehenswürdigkeiten

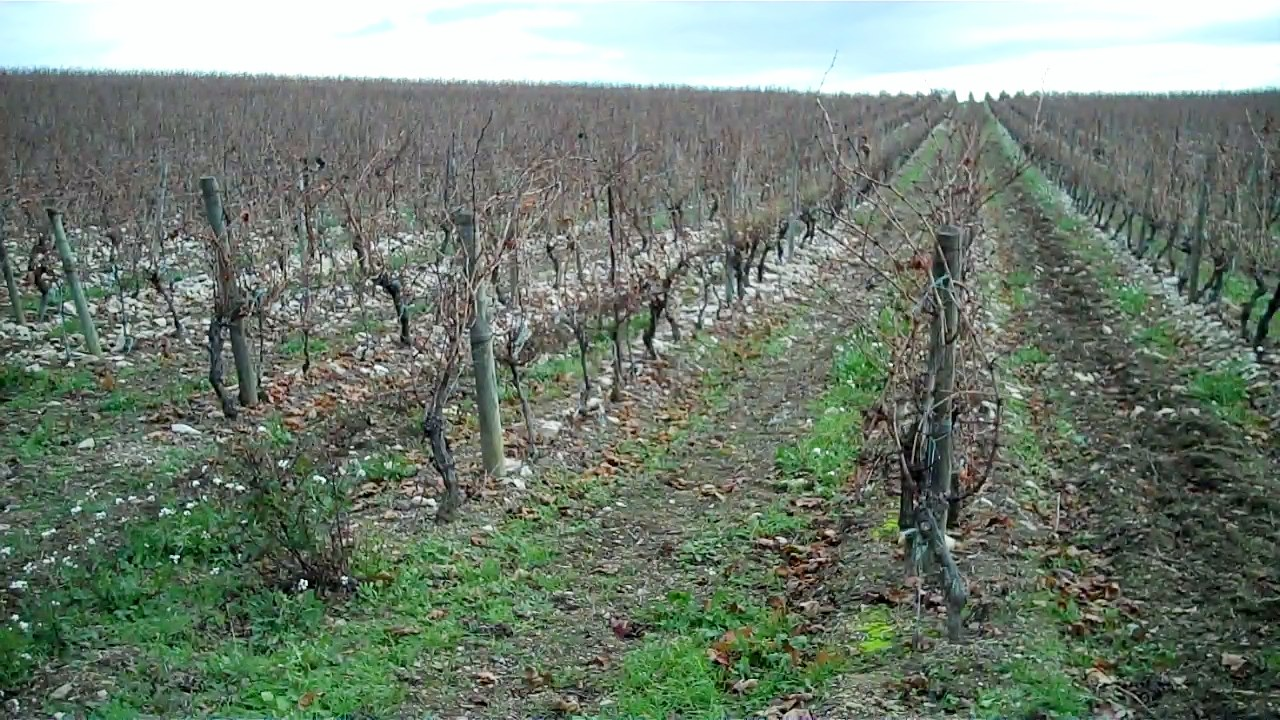
Weinfelder von Ventenac im Winter

- Der Hügel von Ventenac wird bekrönt von dem annähernd 20 Meter hohen Wehrturm (Donjon) der mittelalterlichen, später jedoch weitgehend erneuerten Burg (Château de l’Abbé), die sich in Privatbesitz befindet. Auch wegen eines später eingebauten spätgotischen Fensters wurde der Donjon im Jahr 1951 als Monument historique[1] anerkannt.
- Bereits im 10. Jahrhundert existierte eine Kirche in Ventenac, von der jedoch nichts mehr erhalten ist. Die heutige Pfarrkirche ist ein schlichter Bau im gotischen Stil aus dem 15. Jahrhundert.
- In den Weinbergen der Umgebung stehen mehrere aus Trockenmauerwerk errichtete Steinhütten (capitelles), die in früheren Zeiten den Winzern zur Zeit der Weinlese als Wetterschutz, in erster Linie jedoch als Wachhäuschen zur Abwehr ungebetener nächtlicher Besucher diente.
- Im Ort und in der Umgebung stehen mehrere steinerne und schmiedeeiserne Kreuze.